# Lao Gan Ma
 (mai 2020).
Lao Gan Ma (en mandarin : 老干妈 / Lǎo gàn mā), aussi appelé Laoganma ou Vieille Grand-Mère, est une marque de sauce piquante (en) fabriquée en Chine. Elle est produite par la Laoganma Special Flavour Foodstuffs Company, fondée en 1997. Tao Huabi (zh), de Guizhou, a commencé la fabrication du condiment en août 1996, avec une quarantaine d'employés travaillant dans son atelier. Aujourd'hui, plus d'1.3 million de bouteilles de Laoganman sont manufacturées par jour, bouteilles vendues dans une trentaine de pays autres que la Chine. L'entreprise est actuellement détenue par Tao Huabi et son fils Li Guishan était le premier président de celle-ci. Le magazine Women of China a révélé en janvier 2011 que la compagnie avait environ 1.2 milliard de Yuans en actifs, soit 190 million $ (USD) et a aussi affirmé que la Laoganma Special Flavour Foodstuffs Company employait environ 2 000 personnes.

## Produits
Lao Gan Ma se décline en plusieurs produits et saveurs comme Croustillant épicé au chili, Huile de piment aux haricots noirs, Chili frit à l'huile, Sauce piquante au Chili, ou encore Pâte de haricots épicés.

## Polémiques

### Retrait enAustralie
Le 25 février 2015, l'importateur de Laoganma, Tek Shing Trading PTY, a dû rappeler tous les produits qui contenaient des arachides en Nouvelle-Galles du Sud, en Australie, après qu'il n'a pas déclaré que ses produits pouvaient contenir des noix et dérivés. L'importateur a aussi déclaré que tous les clients seraient remboursés.

### Contrefaçons

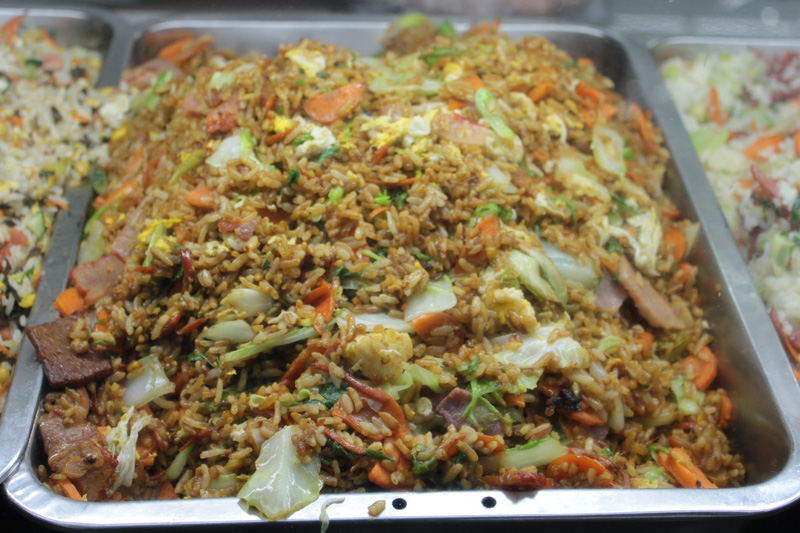
Riz frit à la sauce Vieille Grand-Mère.

Jusqu'en 2003, les produits de Lao Gan Ma étaient la cible de multiples contrefaçons, ce que l'entreprise a contré en lançant des succursales d'entreprises tierces pour cibler ces faussaires. Les répliques avaient proliféré puisque la demande de marque de Tao Huabi auprès du gouvernement chinois avait échoué. Une demande a finalement été approuvée en 2003 après une poursuite judiciaire contre un falsificateur dans la province de Hunan.